# IEA-PVPS
International Energy Agency Photovoltaic Power System Programme (IEA-PVPS) är ett av FoU-samarbeten etablerade inom IEA och har sedan starten 1993 utfört en rad gemensamma projekt kring solceller.

## Medlemmar[1]
- Australien
- Danmark
- European Photovoltaic Industry Association (EPIA)
- Europeiska unionen
- Frankrike
- Israel
- Italien
- Japan
- Kanada
- Kina
- Malaysia
- Mexiko
- Nederländerna
- Norge
- Portugal
- Schweiz
- Spanien
- Storbritannien
- Sverige
- Sydkorea
- SEIA
- SEPA
- Turkiet
- Tyskland
- USA
- Österrike